# ダワ川
ダワ川（ダワがわ、ソマリ語:Wabiga Daawa、英語:Dawa River）はエチオピア南部を流れる川。エチオピアの町アレタ・ウェンド東部を源流とする。上流では地理的な意義をあまり持たないが、平野に出た辺りからエチオピアとケニアとの国境となり、灌漑にも使われる。マンデラの北東辺りでエチオピアとソマリアとの国境に変わる。ガナレ川との合流後ジュバ川となり、ソマリア内を南へ流れてインド洋へ注ぐ。
流域の傾斜は小さく、流れが穏やかなため、流量に比較して川幅が比較的広い。1958年にはテキサス・アフリカ資源探索社（Texas Africa Exploration Co.）の地理学者がダワ川中流でチタン鉱物である金紅石、イルメナイトを含む鉱石を発見している。